# Kathleen Parlow

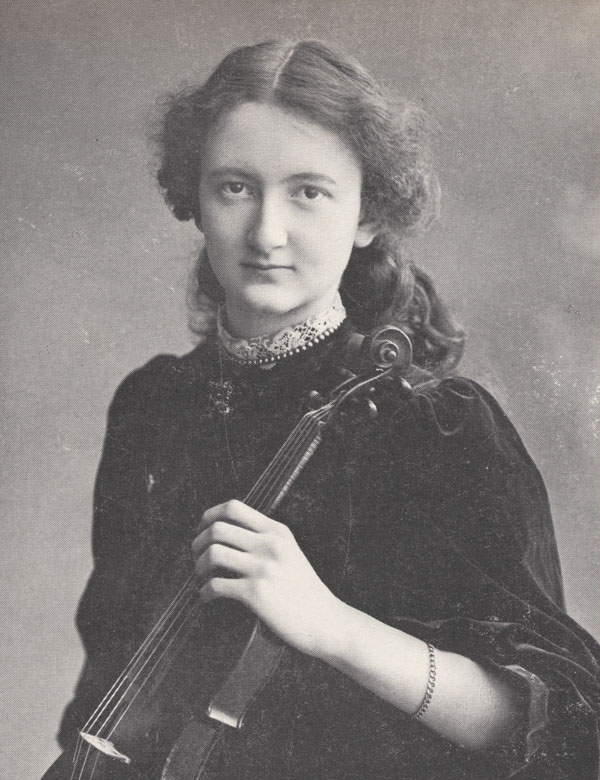
Kathleen Parlow.

Kathleen Parlow Dodd, född Parlow 1890 i Fort Calgary, Alberta, död 19 augusti 1963 nära Toronto, Ontario, var en kanadensisk violinist och underbarn, känd för sin enastående teknik med fiolen. Detta gav henne också smeknamnet "The lady of the golden bow". Trots att hon lämnade Kanada vid fyra års ålder och inte återvände förrän 1940 kallades hon ibland "The Canadian Violinist".

## Barndom
Parlows mor, Minnie, tog med henne till San Francisco när Kathleen var fyra år. Hon köpte dottern en fiol, och Kathleen började ta fiollektioner hos en kusin, Conrad Coward, som var professionell fiollärare. Hon utvecklade snabbt sina färdigheter på instrumentet, och började ta lektioner hos fiolprofessorn Henry Holmes.
För att bli professionell violinist och börja en konsertkarriär flyttade Parlow till Europa, vilket också var det normala för andra i hennes situation i Nordamerika. Hon anlände tillsammans med modern till London den 1 januari 1905. Vid ett besök på en konsert med Mischa Elman beslöt familjen Parlow att söka upp Elmans lärare, Leopold von Auer. De hade kommit till London med 300 dollar som samlats ihop av kyrkan i San Francisco, och det var inte tillräckligt för att ta dem till Sankt Petersburg där Auer var professor. För att betala reskostnaden lånade de pengar. De reste till Ryssland, och i oktober 1906 blev Kathleen Parlow den första utlänningen att börja vid musikkonservatoriet i Sankt Petersburg. I klassen på 45 elever var hon den enda flickan.

## Karriär

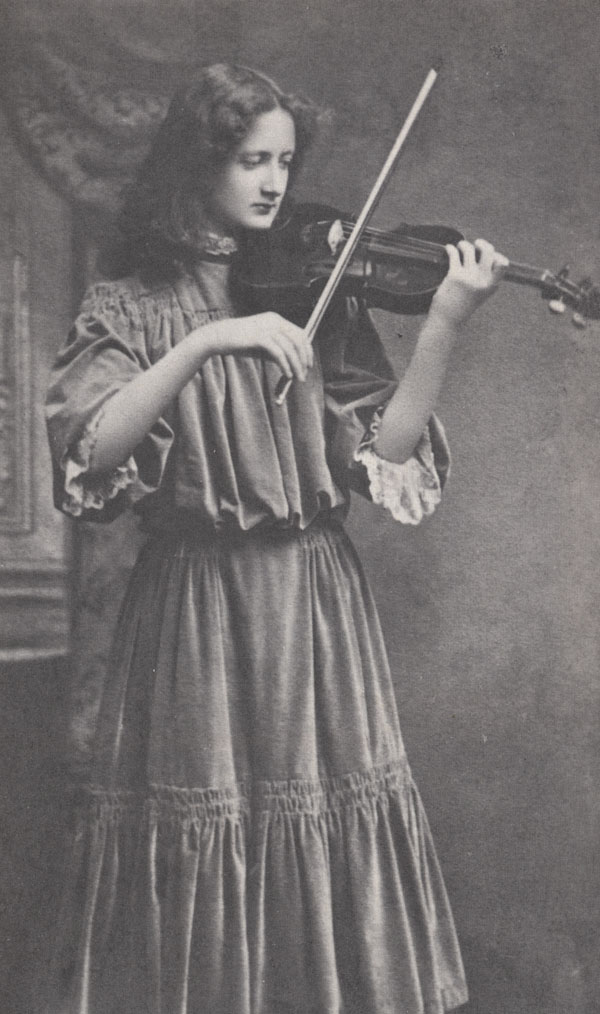
Kathleen Parlow, år 1905

Efter ett år på musikkonservatoriet började Parlow vid 17 års ålder framträda offentligt. Hon gav soloframträdanden i både Sankt Petersburg och Helsingfors, som då tillhörde det ryska riket. Parlow och hennes mor hade lite pengar och kunde inte försörja sig på annat sätt.
Kathleen Parlow debuterade strax därefter som professionell violinist i Berlin. Därefter turnerade hon i Tyskland, Holland och Norge. I Norge uppträdde hon för kung Håkon VII och drottning Maud. Hon blev senare en av kungaparets favoriter. Hon mötte också Einar Björnson, en förmögen norrman som blev hennes vän och beskyddare. Björnson köpte Parlow en fiol byggd av violinmakaren Giuseppe Guarneri (även känd som del Gesù) år 1735. Den kostade 2 000 pund och hade tidigare tillhört Giovanni Battista Viotti.
Parlow reste med sin mor i Europa i fem år och uppträdde. Leopold von Auer förblev ett starkt inflytande på henne, och hon kallade honom "Papa Auer". Modern och von Auer arrangerade konserter för Parlow, ibland med berömda dirigenter som Thomas Beecham och Bruno Walter.
I november 1910 återvände Kathleen Parlow till Nordamerika för en turné. Hon uppträdde i New York, Philadelphia, Montréal, Québec, Ottawa och Kingston. Hennes första framträdande med Toronto Symphony Orchestra var i februari 1911. Parlow återvände till sin födelseplats i västra Kanada, och uppträdde i Calgary, Regina, Moose Jaw, Saskatoon, Edmonton, Vancouver och Victoria. Föreställningarna hyllades, och både mor och dotter Parlow var nöjda med det positiva mottagandet i västra Kanada.
Kathleen Parlow återvände till London tillsammans med sin mor 1911 för fler konserter. Modern skulle förbli hennes ständiga reskamrat långt in i vuxen ålder. Hon framträdde på Ostend Festival. Parlow hade ett fulltecknat schema, med resor fram och tillbaka över Atlanten för att uppträda i Europa och Nordamerika. Hon deltog i en välgörenhetsgala för överlevande från Titanic, och gjorde sin första inspelning på förfrågan av Thomas Edison. Hon tecknade kontrakt med Columbia Records.
Familjen Parlow var i England vid första världskrigets utbrott. Under kriget uppträdde Parlow i neutrala länder som Nederländerna, Danmark, Norge och Sverige. Hon lyckades återvända till Nordamerika för en turné våren 1916. Hon återvände till England, men de stora svårigheterna att resa under kriget gjorde att hon blev kvar där till 1919. Hennes före detta lärare emigrerade till New York runt denna tid på grund av den politiska situationen i Ryssland, men Parlow arbetade med honom mindre och mindre.
Kathleen Parlow började sin femte turné i Nordamerika i december 1920, och gav sitt första framträdande i radio i Seattle den 22 april. Därefter gjorde hon en 22 månader lång turné till Hawaii, Indonesien, Kina, Singapore, Korea och Japan. I Japan gjorde hon inspelningar för Nipponophone.
Parlow fortsatte turnerandet, hon återvände till Europa, men år 1926 tog hon en paus. På grund av stressen att resa, eller kanske en bruten relation, slutade hon uppträda under ett år. För förnya sin karriär reste hon till Mexiko för konserter. Där blev hon hyllad av kritikerna, men hennes ekonomiska situation förblev dålig. Hennes turné i Mexiko 1929 var hennes första utan sin mor.

## Senare år

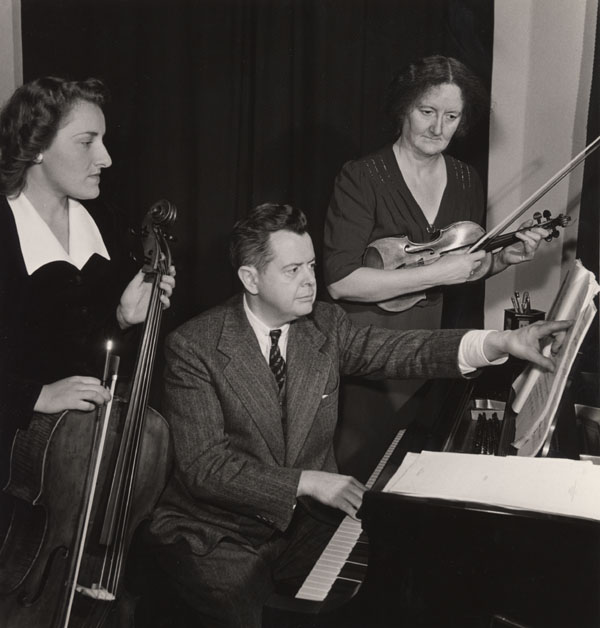
"The Canadian Trio", från vänster Nelsova, MacMillan och Parlow.

Då karriären på konsertscenerna inte var särskilt lönsam såg sig Parlow om efter andra karriärmöjligheter. 1929 utsågs hon till fakulteten vid Mills College i Oakland, Kalifornien. Hon fick en hedersmagisterexamen från Mills College 1933. Även på Mills College började hon spela i stråkkvartetter, där hon spelade fiol, och 1935 bildade hon South Mountain Parlow Quartet.
1936 accepterade Parlow en plats vid Juilliard School of Music. Hon stannade där fram till andra världskriget, då hon återvände till Kanada och gjorde en rad föreläsningar vid Kungliga Musikhögskolan i Toronto. Hon skrev till sir Ernest MacMillan om en fast tjänst vid Kungliga Musikhögskolan, och fick en 1941. Hon var även lärare till sångerskan Gisèle LaFleche, violinisten Ivan Romanoff och dirigenten Victor Feldbrill.
Parlow uppträdde regelbundet med Toronto Symphony Orchestra, vilket gav extra inkomster. I Toronto organiserade hon "the Canadian Trio", där hon uppträdde tillsammans med Zara Nelsova (cello) och sir Ernest MacMillan (piano). Trion debuterade med ett framförande av Schuberts trio i B-dur, Haydns trio i A-dur och Tjajkovskijs trio i A-moll. De fick utmärkta recensioner och trion fortsatte uppträda i södra Ontario, samt på radio, fram till 1944.
The Canadian Trio tjänade så mycket som 750 dollar per framträdande. Inspirerad av denna framgång startade Parlow sin tredje stråkkvartett 1942 under namnet Parlow String Quartet. I kvartetten ingick Isaac Mamott på cello, Samuel Hersenhoren som andre violinist och violisten John Dembeck. Parlow gjorde allt administrativt arbete för kvartetten, som gav konserter i Kanada, både inför publik och på radio, men inte reste utomlands. Deras första framträdande sändes av Canadian Broadcasting Corporation 1943, och de spelade tillsammans under femton års tid. Under denna tid förblev Parlow dess ledare, men de andra musikerna ersattes ibland.
Då Parlows karriär började dala blev hennes ekonomiska situation gradvis sämre, och Godfrey Ridout och andra vänner till henne inrättade en fond för att stödja henne. I oktober 1959 utsågs hon till chef för musikhögskolan vid The University of Western Ontario, vilket gav välbehövlig inkomst. Hon dog den 19 augusti 1963, och efter hennes död inrättades Kathleen Parlow Scholarship, ett stipendium för spelare av stränginstrument vid University of Toronto, med pengar från dödsboet och försäljningen av Parlows fiol.

## Elever till Kathleen Parlow

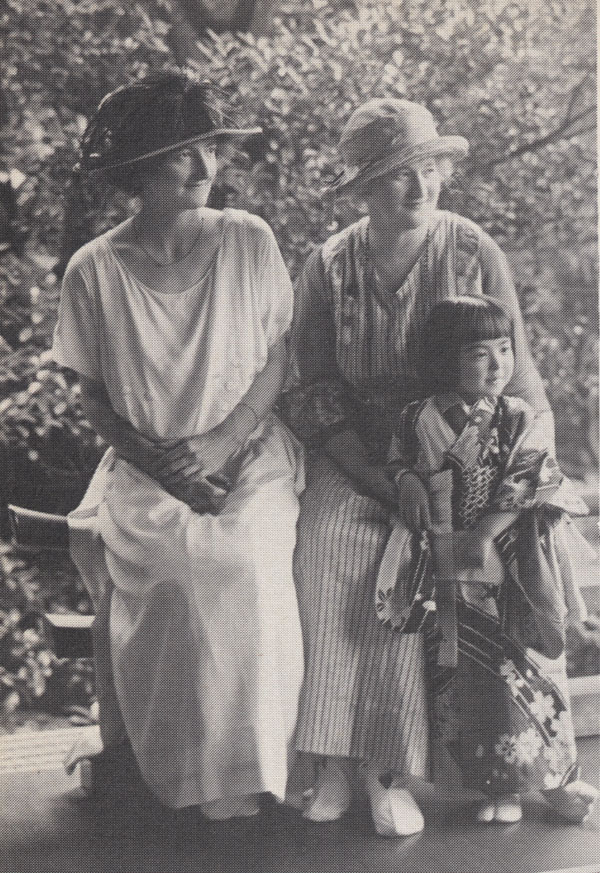
Kathleen Parlow tillsammans med sin mor i Japan.

- Andrew Benac
- Charles Dobias
- Marilyn Doty
- Marjorie Edwards
- Victor Feldbrill
- Sydney Humphreys
- Gerhard Kander
- Morry Kernerman
- Jack Montague
- Joseph Pach
- Rowland Pack
- Marianne Moreland Pashler
- James Pataki
- Clara Schranz
- Miriam Solovieff
- Erica Zentner